# NGC 4778
NGC 4778 (auch NGC 4759 B) ist eine 12,7 mag helle Linsenförmige Galaxie vom Hubble-Typ S0/a im Sternbild Jungfrau auf der Ekliptik. Sie ist schätzungsweise 186 Millionen Lichtjahre von der Milchstraße entfernt und hat einen Durchmesser von etwa 100.000 Lichtjahren. Gemeinsam mit NGC 4761, NGC 4764 und NGC 4776 bildet sie die „Hickson Compact Group 62“.
Das Objekt wurde am 25. März 1786 von Wilhelm Herschel entdeckt, der sie dabei, zusammen mit NGC 4776, irrtümlich für ein Objekt (NGC 4759) hielt. Erst John Herschel konnte mit einem 18–Zoll–Spiegelteleskop bei seiner Beobachtung am 5. Mai 1836 die beiden Einzelobjekte NGC 4776 und NGC 4778 auflösen und notierte dabei „vF, S, R, vlbM, 15 arcseconds, has a star S.f.; the following of two. (N.B. II-559 is not noticed as double in Sir W. Herschel's description.)“.